# Pak Kuk-chol
Pak Kuk-chol (* 12. Juni 1991) ist ein nordkoreanischer Eishockeytorwart.

## Karriere
Pak Kuk-chol trat international erstmals bei der U20-Weltmeisterschaft 2011 in Erscheinung, als er für Nordkorea in der Division III auf dem Eis stand und mit seiner Mannschaft hinter Mexiko und Serbien Rang drei unter sieben Teams belegte.
Mit der Herren-Nationalmannschaft nahm er an den Weltmeisterschaften der Division III 2012, 2013 und 2014, als er die wenigsten Gegentore pro Spiel zuließ und nach dem Bulgaren Konstantin Michailow die zweitbeste Fangquote erreichte, teil. Bei allen drei Turnieren verpassten die Nordkoreaner als Zweiter (2012 hinter der Türkei, 2013 hinter Südafrika und 2014 hinter Bulgarien) nur jeweils um einen Platz den Aufstieg in die Division II. 2015 unternahm er mit den Nordkoreanern einen erneuten Anlauf und diesmal gelang beim Turnier in Izmir durch einen 4:3-Erfolg nach Verlängerung im entscheidenden Spiel gegen die gastgebenden Türken der Aufstieg in die Division II. Pak trug zu diesem Erfolg mit der zweitbesten Fangquote des Turniers nach seinem Landsmann Pak Il entscheidend mit bei. 2016, 2017 und 2018, als er zum besten Spieler seiner Mannschaft gewählt wurde, spielte er mit den Nordkoreanern dann in der Division II.
Auf Vereinsebene spielt Pak für Taesongsan in der nordkoreanischen Eishockeyliga.

## Erfolge und Auszeichnungen
- 2014 Geringster Gegentorschnitt bei der Weltmeisterschaft der Division III
- 2015 Aufstieg in die Division II, Gruppe B, bei der Weltmeisterschaft der Division III